# Biton tigrinus
Biton tigrinus är en spindeldjursart som beskrevs av Pocock 1898. Biton tigrinus ingår i släktet Biton och familjen Daesiidae. Inga underarter finns listade.